# Coeliccia hoanglienensis
Coeliccia hoanglienensis is een libellensoort uit de familie van de Breedscheenjuffers (Platycnemididae), onderorde juffers (Zygoptera).
De wetenschappelijke naam van de soort is voor het eerst geldig gepubliceerd in 2007 door Do.